# 1973-as Formula–1 dél-afrikai nagydíj
Az 1973-as Formula–1 világbajnokság harmadik futama a dél-afrikai nagydíj volt.

## Futam
| Helyezés | #  | Versenyző            | Csapat/Motor      | Futott körök | Idő/Kiesés oka  | Rajthely | Pontszám |
| -------- | -- | -------------------- | ----------------- | ------------ | --------------- | -------- | -------- |
| 1        | 3  | Jackie Stewart       | Tyrrell-Ford      | 79           | 1:43:11,0       | 16       | 9        |
| 2        | 6  | Peter Revson         | McLaren-Ford      | 79           | 24,55           | 6        | 6        |
| 3        | 1  | Emerson Fittipaldi   | Lotus-Ford        | 79           | 25,06           | 2        | 4        |
| 4        | 9  | Arturo Merzario      | Ferrari           | 78           | + 1 kör         | 15       | 3        |
| 5        | 5  | Denny Hulme          | McLaren-Ford      | 77           | + 2 kör         | 1        | 2        |
| 6        | 23 | George Follmer       | Shadow-Ford       | 77           | + 2 kör         | 21       | 1        |
| 7        | 18 | Carlos Reutemann     | Brabham-Ford      | 77           | + 2 kör         | 8        |          |
| 8        | 12 | Andrea de Adamich    | Surtees-Ford      | 77           | + 2 kör         | 20       |          |
| 9        | 7  | Jody Scheckter       | McLaren-Ford      | 75           | Motorhiba       | 3        |          |
| 10       | 21 | Howden Ganley        | Iso Marlboro-Ford | 73           | + 6 kör         | 19       |          |
| 11       | 2  | Ronnie Peterson      | Lotus-Ford        | 73           | + 6 kör         | 4        |          |
| Kiesett  | 11 | Carlos Pace          | Surtees-Ford      | 69           | Baleset         | 9        |          |
| HN       | 26 | Eddie Keizan         | Tyrrell-Ford      | 67           | Helyezés nélkül | 22       |          |
| HN       | 14 | Jean-Pierre Jarier   | March-Ford        | 66           | Helyezés nélkül | 18       |          |
| HN       | 4  | François Cevert      | Tyrrell-Ford      | 66           | Helyezés nélkül | 25       |          |
| HN       | 24 | Mike Beuttler        | March-Ford        | 65           | Helyezés nélkül | 23       |          |
| Kiesett  | 19 | Wilson Fittipaldi    | Brabham-Ford      | 52           | Váltó           | 17       |          |
| Kiesett  | 20 | Jackie Pretorius     | Iso Marlboro-Ford | 35           | Túlmelegedés    | 24       |          |
| Kiesett  | 17 | Niki Lauda           | BRM               | 26           | Motorhiba       | 10       |          |
| Kiesett  | 22 | Jackie Oliver        | Shadow-Ford       | 14           | Motorhiba       | 14       |          |
| Kiesett  | 16 | Jean-Pierre Beltoise | BRM               | 4            | Kuplung         | 7        |          |
| Kiesett  | 25 | Dave Charlton        | Lotus-Ford        | 3            | Baleset         | 13       |          |
| Kiesett  | 15 | Clay Regazzoni       | BRM               | 2            | Baleset         | 5        |          |
| Kiesett  | 8  | Jacky Ickx           | Ferrari           | 2            | Baleset         | 11       |          |
| Kiesett  | 10 | Mike Hailwood        | Surtees-Ford      | 2            | Baleset         | 12       |          |

## Statisztikák
Vezető helyen:
- Denny Hulme: 4 (1-4)
- Jody Scheckter: 2 (5-6)
- Jackie Stewart: 73 (7-79)

Jackie Stewart 23. győzelme, Denny Hulme 1. pole-pozíciója, Emerson Fittipaldi 3. leggyorsabb köre.
- Tyrrell 12. győzelme.